# Tri Karya
Tri Karya is een bestuurslaag in het regentschap Ogan Komering Ulu van de provincie Zuid-Sumatra, Indonesië. Tri Karya telt 2738 inwoners (volkstelling 2010).